# Theo Kroeze
Theo Kroeze (Amsterdam, 6 december 1916 - Breukelen, 31 december 1988) was een Nederlands schilder, tekenaar, aquarellist en (alt-)violist.
Hij genoot zijn opleiding aan de Rijksakademie van beeldende kunsten (Amsterdam) en was een leerling van Jos Rovers. Kroeze was winnaar van de Koninklijke Subsidie (1948) en werd leermeester van Katja Winnubst. In opdracht van het Stadsarchief Amsterdam heeft hij vele stadsgezichten gemaakt. 
Kroeze is vooral bekend geworden door zijn Amsterdamse stadsgezichten.  Hij was bevriend met Dick Kattenburg van wie hij een olieverfportret schilderde. Zij speelden samen muziek en de compositie Escapades – Suite pour deux violons uit 1938 heeft Kattenburg aan Kroeze opgedragen.